# The Best Man (1964)
The Best Man is een Amerikaanse dramafilm uit 1964 onder regie van Franklin J. Schaffner.

## Verhaal
William Russell lijkt de gedoodverfde presidentskandidaat voor de Democraten. Voormalig president Art Hackstadter heeft aanvankelijk een voorkeur voor senator Cantwell. Wanneer de onbeschofte Cantwell de zieke oud-president beledigt, herziet hij zijn keuze. Hackstadter raadt Russell aan om de vuile was van Cantwell buiten te hangen. De integere Russell weigert daarop in te gaan, maar Cantwell ziet er kennelijk geen been in om zijn tegenstander door het slijk te halen.

## Rolverdeling
| Acteur            | Personage                 |
| ----------------- | ------------------------- |
| Henry Fonda       | William Russell           |
| Cliff Robertson   | Joe Cantwell              |
| Edie Adams        | Mabel Cantwell            |
| Margaret Leighton | Alice Russell             |
| Shelley Berman    | Sheldon Bascomb           |
| Lee Tracy         | President Art Hockstader  |
| Ann Sothern       | Sue Ellen Gamadge         |
| Gene Raymond      | Don Cantwell              |
| Kevin McCarthy    | Dick Jensen               |
| Mahalia Jackson   | Zichzelf                  |
| Howard K. Smith   | Howard K. Smith           |
| John Henry Faulk  | Gouverneur T.T. Claypoole |
| Richard Arlen     | Senator Oscar Anderson    |
| Penny Singleton   | Mevrouw Claypoole         |
| George Kirgo      | Tekstschrijver            |